# النظرية المعرفية الاجتماعية للأخلاق
تركز النظرية المعرفية الاجتماعية للأخلاق على التمييز بين قدرة الطفل الأخلاقية والأداء[ ؟ ] الأخلاقي له.  وتعتمد الكفاءة الأخلاقية أو امتلاك المعارف الأخلاقية بشكل رئيسي على العمليات الحسية- المعرفية.  بل هي في الأساس تعد بمثابة الثمرة لهذه العمليات.  وتشتمل الكفاءات على ما يمكن للأطفال القيام به وما يعرفونه ومهاراتهم ووعيهم بالقواعد واللوائح الأخلاقية وقدرتهم المعرفية على إنتاج السلوكيات.  ورغم ذلك، يُحَدَّد السلوك الأخلاقي للأطفال، أو سلوكياتهم، من خلال تحفيزهم والمكافآت والحوافز المستخدمة للتصرف بطريقة أخلاقية معينة.  ويرى ألبرت باندورا كذلك أن النمو الأخلاقي يمكن فهمه بأفضل الأشكال من خلال التفكير في مجموعة من العوامل الاجتماعية والمعرفية، خصوصًا تلك التي تشتمل على السيطرة على الذات.
ويقول باندورا إنه في الذات الأخلاقية، يعتمد الأفراد على معايير الصواب والخطأ التي تعد بمثابة أدلة وقيود للسلوك.  وفي تلك العملية ذاتية التنظيم، يراقب الأشخاص سلوكياتهم والظروف التي تقع بها، ويقومون بالحكم عليها فيما يتعلق بالمعايير الأخلاقية، كما يقومون كذلك بتنظيم الإجراءات التي يقومون بها من خلال التبعات التي يقومون بتطبيقها على أنفسهم.   وهم يقومون بالأشياء التي توفر لهم الرضا والشعور بالأهمية.  وغالبًا ما يمتنعون عن المشاركة بالطريق التي تنتهك معاييرهم الأخلاقية من أجل تجنب إدانة الذات. وبالتالي، تساعد العقوبات الذاتية على إبقاء السلوكيات في إطار متوافق مع المعايير الداخلية.  ومن وجهة نظر باندورا، تكون الأخلاق متأصلة في اللوائح الذاتية بشكل أكثر من التفكير التجريدي.

## وصلات خارجية
- Social cognitive theory of moral thought and action, Albert Bandura (نسق المستندات المنقولة file)
- Theories of cognitive and moral development, Dr. Jan Garrett